# Analizador de energía de electrones hemisférico

Analizador de energía de electrones hemisférico.

Un analizador de energía de electrones hemisférico o analizador de deflexión hemisférica es un tipo de espectrómetro de energía de electrones que se utiliza generalmente para aplicaciones donde se necesita una resolución de alta energía: diferentes variedades de espectroscopía de electrones, como la espectroscopía de fotoemisión resuelta en ángulo (ARPES), la espectroscopía de fotoelectrones de rayos X (XPS) ) y espectroscopía electrónica Auger (AES) o en aplicaciones de imágenes como microscopía electrónica de fotoemisión (PEEM) y microscopía electrónica de baja energía (LEEM).

## Función

Partes principales de un analizador de energía de electrones hemisférico.

Un analizador hemisférico consta de dos electrodos hemisféricos concéntricos (hemisferios internos y externos) de radios {\displaystyle R_{1}} y {\displaystyle R_{2}} mantenido a los voltajes adecuados. En tal sistema, los electrones se dispersan linealmente, dependiendo de su energía cinética, a lo largo de la dirección que conecta la entrada y la rendija de salida, mientras que los electrones con la misma energía se enfocan en primer orden.
Cuando dos voltajes, {\displaystyle V_{1}} y {\displaystyle V_{2}}, se aplican a los hemisferios interno y externo, respectivamente, el potencial eléctrico en la región entre los dos electrodos se deduce de la ecuación de Laplace:
{\displaystyle V(r)=-\left[{\frac {V_{2}-V_{1}}{R_{2}-R_{1}}}\right]\cdot {\frac {R_{1}R_{2}}{r}}+const.}
El campo eléctrico, apuntando radialmente desde el centro de los hemisferios hacia afuera, tiene la conocida forma de movimiento planetario {\displaystyle 1/r^{2}}
{\displaystyle |\mathbf {E} (r)|=-\left[{\frac {V_{2}-V_{1}}{R_{2}-R_{1}}}\right]\cdot {\frac {R_{1}R_{2}}{r^{2}}}}
Los voltajes se establecen de tal manera que los electrones con energía cinética {\displaystyle E_{k}} igual a la llamada energía de paso {\displaystyle E_{\textrm {P}}} sigue una trayectoria circular de radio {\displaystyle R_{\textrm {P}}={\tfrac {1}{2}}(R_{1}+R_{2})}. La fuerza centrípeta a lo largo del camino es impuesta por el campo eléctrico. {\displaystyle -e\mathbf {E} (r)} . Teniendo esto en cuenta,
{\displaystyle V(r)={\frac {E_{\textrm {P}}}{e}}{\frac {R_{\textrm {P}}}{r}}+const.}
La diferencia de potencial entre los dos hemisferios debe ser
{\displaystyle V_{1}-V_{2}={\frac {1}{e}}\left({\frac {R_{2}}{R_{1}}}-{\frac {R_{1}}{R_{2}}}\right)E_{\textrm {P}}}
Un solo detector en el radio {\displaystyle R_{\textrm {P}}} en el otro lado de los hemisferios se registrarán solo los electrones de una sola energía cinética. Sin embargo, la detección se puede paralelizar debido a la dependencia casi lineal de los radios finales de la energía cinética. En el pasado, se usaban varios detectores de electrones discretos (Multiplicador de electrones), pero ahora prevalecen las placas de microcanal con pantallas fosforescentes y detección de cámara.

Trayectorias calculadas para tres energías cinéticas diferentes y cuatro posiciones iniciales dentro de la rendija. El ancho de la rendija se asigna directamente a los canales de detección de energía, lo que empeora la resolución.

Trayectorias calculadas para cinco energías cinéticas diferentes y cinco ángulos iniciales. La dispersión angular inicial, que depende de la rendija elegida y el ancho de apertura, empeora la resolución de energía.

En general, estas trayectorias se describen en coordenadas polares {\displaystyle r,\varphi } para el plano del gran círculo para electrones que inciden en un ángulo {\displaystyle \alpha } con respecto a la normal a la entrada, y para los radios iniciales {\displaystyle r_{0}\equiv r(\varphi =0)} para tener en cuenta la apertura finita y los anchos de rendija (típicamente 0,1 a 5 mm):
{\displaystyle r(\varphi )=r_{0}\,\left[{(1-c^{2})\cos \varphi -\tan \alpha \sin \varphi +c^{2}}\right]^{-1}}
donde {\displaystyle c^{2}=R_{\textrm {P}}\left[{\tfrac {E_{\textrm {k}}}{E_{\textrm {P}}}}r_{0}\cos ^{2}\alpha -2\left(r_{0}-R_{\textrm {P}}\right)\right]^{-1}} .
Como se puede ver en las imágenes de las trayectorias de electrones calculadas, el ancho de la rendija finito se mapea directamente en los canales de detección de energía (confundiendo así la propagación de energía real con el ancho del haz). La dispersión angular, aunque también empeora la resolución de la energía, muestra algo de enfoque, ya que las desviaciones negativas y positivas se asignan al mismo punto final.

Distancia desde la trayectoria central a la salida de un analizador de energía de electrones hemisférico dependiendo de la energía cinética del electrón, la posición inicial dentro de la rendija de 1 mm y el ángulo en el que ingresa al campo radial después de pasar por la rendija. La dispersión es casi lineal en energía, lineal en la posición inicial y cuadrática en ángulo. Los dos últimos se asignan a los canales de energía del detector, estropeando la resolución. Los datos se calcularon para R _{p} = 100 mm. Tenga en cuenta órdenes de magnitud de diferentes escalas en los ejes verticales.

Cuando estas desviaciones de la trayectoria central se expresan en términos de los pequeños parámetros {\displaystyle \varepsilon ,\rho } definido como {\displaystyle E_{k}=(1+\varepsilon )E_{\textrm {P}}}, {\displaystyle r_{0}=(1+\rho )R_{\textrm {P}}}, y teniendo en cuenta que {\displaystyle \alpha } en sí mismo es pequeño (del orden de 1°), el radio final de la trayectoria del electrón, {\displaystyle r(\pi )}, es dado por
.{\displaystyle r_{\pi }\approx R_{\textrm {P}}(1+2\varepsilon -\rho +2\varepsilon ^{2}-2\alpha ^{2}-6\alpha ^{2}\varepsilon )}
Esto significa que para la dispersión de energía de {\displaystyle \Delta |r_{\pi }-R_{\textrm {P}}|_{\varepsilon }\approx 2R_{\textrm {P}}\,{\tfrac {\Delta E_{k}}{E_{\textrm {P}}}}} una mancha de {\displaystyle \max |r_{\pi }-R_{\textrm {P}}|_{\rho ,\,\alpha }\approx \max(r_{0}-R_{\textrm {P}})+2R_{\textrm {P}}\alpha ^{2}} se agrega en cada punto del detector. Por tanto, esta mancha se confunde con la verdadera dispersión de energía. {\displaystyle \max |r_{\pi }-R_{\textrm {P}}|_{\rho ,\,\alpha }=\Delta |r_{\pi }-R_{\textrm {P}}|_{\varepsilon }}. De ello se deduce que la resolución de energía instrumental, dada en función del ancho promedio de las dos rendijas {\displaystyle w} y el ángulo de incidencia máximo {\displaystyle \alpha } de los fotoelectrones entrantes, que a su vez depende de {\displaystyle w}, es
.{\displaystyle \Delta E=E_{\textrm {P}}\left({\frac {w}{2R_{\textrm {P}}}}+\alpha ^{2}\right)}
La resolución mejora al aumentar {\displaystyle R_{\textrm {P}}}. Sin embargo, los problemas técnicos relacionados con el tamaño del analizador ponen un límite a su valor real, y la mayoría de los analizadores lo tienen en el rango de 100 a 200mm. Energías de paso inferior {\displaystyle E_{\textrm {P}}} también mejoran la resolución, pero luego se reduce la probabilidad de transmisión de electrones y la relación señal-ruido se deteriora en consecuencia. Las lentes electrostáticas en frente del analizador tienen dos propósitos principales: recolectan y enfocan los fotoelectrones entrantes en la rendija de entrada del analizador, y desaceleran los electrones al rango de energías cinéticas alrededor. {\displaystyle E_{\textrm {P}}}, para aumentar la resolución.
Cuando se adquieren espectros en modo barrido, los voltajes de los dos hemisferios, y por lo tanto la energía de paso, se mantienen fijos; al mismo tiempo, los voltajes aplicados a las lentes electrostáticas se barren de tal manera que cada canal cuenta electrones con la energía cinética seleccionada durante la cantidad de tiempo seleccionada. Para reducir el tiempo de adquisición por espectro, se puede utilizar el modo instantáneo (o fijo). Este modo aprovecha la relación entre la energía cinética de un fotoelectrón y su posición dentro del detector. Si el rango de energía del detector es lo suficientemente amplio, y si la señal de fotoemisión recolectada de todos los canales es lo suficientemente fuerte, el espectro de fotoemisión se puede obtener en una sola toma a partir de la imagen del detector.